# Isòtops de l'heli
Encara qu hi ha vuit isòtops coneguts de l'heli (He) (massa atòmica estàndard: 4.002602(2) u), només l'heli-3 (³He) i l'heli-4 (4He) són estables. En l'atmosfera terrestre, hi ha un àtom de ³He per cada milió d'àtoms de 4He. No obstant això, l'heli és força inusual i la seva abundància isotòpica varia molt depenent del seu origen. Al medi interestel·lar, la proporció de ³He és unes cent vegades més alta. Les roques de l'escorça terrestre tenen ràtios d'isòtops que varien fins a un factor de deu; fet que s'usa en geologia per a investigar l'origen de les roques i la composició del mantell terrestre.
L'isòtop més comú, 4He, es produeix a la terra per desintegració alfa d'elements radioactius més pesants; les partícules alfa que sorgeixen són nuclis d'4He completament ionitzats. L'4He és un nucli inusualment estable, ja que els seus nucleons estan disposats en capes completes. També es formà en grans quantitats durant la nucleosíntesi del big-bang. Els diferents processos de formació dels dos isòtops estables de l'heli mostren les diferents abundàncies isotòpiques.
La mescla igual de ³He líquid i 4He per sota 0.8 K separarà en dues fases immiscibles degut a les seves dissimilituds (segueixen diferents estadístiques quantiques: els àtoms de 4He són bosons mentre els de ³He són fermions). Els refrigeradors de dilució aprofiten les inmiscibilitat d'aquests dos isòtops per adquirir temperatures d'uns pocs mil·likelvins. Només hi ha traces de ³He a la Terra, present principalment des de la seva formació, encara que alguns caigueren a la Terra atrapats en pols còsmica. Algunes quantitats també es produeixen per desintegració beta de triti. A les estrelles, no obstant, l' ³He és més abundant, un producte de la fusió nuclear. També la lluna i el regolit d'asteroide presenten traces de ³He a causa del bombardeig del vent solar.

## Isòtops d'heli exòtics
Els isòtops exòtics de l'heli tenen masses atòmiques més grans que els isòtops naturals de l'heli., Encara que tots els isòtops exòtics de l'heli es desintegren amb un període de semidesintegració de menys d'un segon, els investigadors han creat isòtops exòtics lleugers en col·lisions en acceleradors de partícules per a crear nuclis atòmics inusuals per a elements com l'heli, el liti i el nitrogen. Les estranyes estructures nuclears d'aquests isòtops poden oferir una visió de les propietats aïllades dels neutrons.
L'isòtop amb la vida més curta és l'heli 5 amb un període de semidesintegració de 7.6×10−22 segons. L'heli 6 es desintegra emetent una partícula beta i té un període de semidesintegració de 0.8 segons. L'heli 7 també emet una partícula beta així com raigs gamma. L'isòtop exòtic de l'heli més àmpliament estudiat és l'heli 8. Aquest isòtop, com l'heli 6, es creu que consisteix en un nucli d'heli-4 normal envoltant per un neutró "halo" (dos pel ⁶He i quatre per l' 8He. Els nuclis halo s'han convertit en una àrea d'intensa recerca. S'han confirmat isòtops fins a l'heli 10, amb dos protons i vuit neutrons. Heli 7 i heli 8 són hiperfragments que es creen en certes reaccions nuclears.

## Heli-2 (diprotó)
L'Heli-2 és un isòtop hipotètic d'heli que d'acord amb càlculs teòrics s'excitaria si la força forta fos un 2% més gran.

## Taula
| símbol del núclid | Z(p)                                                                                     | N(n)  | massa isotòpica (u) | període de semidesintegració | Espín nuclear | composició isotòpica representativa (fracció molar) | rang de variació natural (fracció molar) |
| símbol del núclid | notes                                                                                    | notes | notes               | notes                        | notes         | notes                                               | notes                                    |
| ----------------- | ---------------------------------------------------------------------------------------- | ----- | ------------------- | ---------------------------- | ------------- | --------------------------------------------------- | ---------------------------------------- |
| ³He               | 2                                                                                        | 1     | 3.0160293191(26)    | ESTABLE                      | 1/2+          | 0.00000134(3)                                       | 4.6×10-10-0.000041                       |
| 4He               | 2                                                                                        | 2     | 4.00260325415(6)    | ESTABLE                      | 0+            | 0.99999866(3)                                       | 0.999959-1                               |
| ⁵He               | 2                                                                                        | 3     | 5.01222(5)          | 700(30)E-24 s [0.60(2) MeV]  | 3/2-          |                                                     |                                          |
| ⁵He               | Molt inestable, es desintegra en 4He.                                                    |       |                     |                              |               |                                                     |                                          |
| ⁶He               | 2                                                                                        | 4     | 6.0188891(8)        | 806.7(15) ms                 | 0+            |                                                     |                                          |
| ⁶He               | Produït de 7He o 11Li, es descompon a ⁶Li per desintegració beta (beta-minus).           |       |                     |                              |               |                                                     |                                          |
| 7He               | 2                                                                                        | 5     | 7.028021(18)        | 2.9(5)E-21 s [159(28) keV]   | (3/2)-        |                                                     |                                          |
| 7He               | Molt inestable, es desintegra en ⁶He.                                                    |       |                     |                              |               |                                                     |                                          |
| 8He               | 2                                                                                        | 6     | 8.033922(7)         | 119.0(15) ms                 | 0+            |                                                     |                                          |
| 8He               | Produït de ⁹He, es descompon en 7Li per desintegració beta llavors emet neutró retardat. |       |                     |                              |               |                                                     |                                          |
| ⁹He               | 2                                                                                        | 7     | 9.04395(3)          | 7(4)E-21 s [100(60) keV]     | 1/2(-#)       |                                                     |                                          |
| ⁹He               | Molt inestable, es desintegra en 8He.                                                    |       |                     |                              |               |                                                     |                                          |
| ¹⁰He              | 2                                                                                        | 8     | 10.05240(8)         | 2.7(18)E-21 s [0.17(11) MeV] | 0+            |                                                     |                                          |
| ¹⁰He              | Molt inestable, es desintegra en ⁹He.                                                    |       |                     |                              |               |                                                     |                                          |